# Composé cyclique

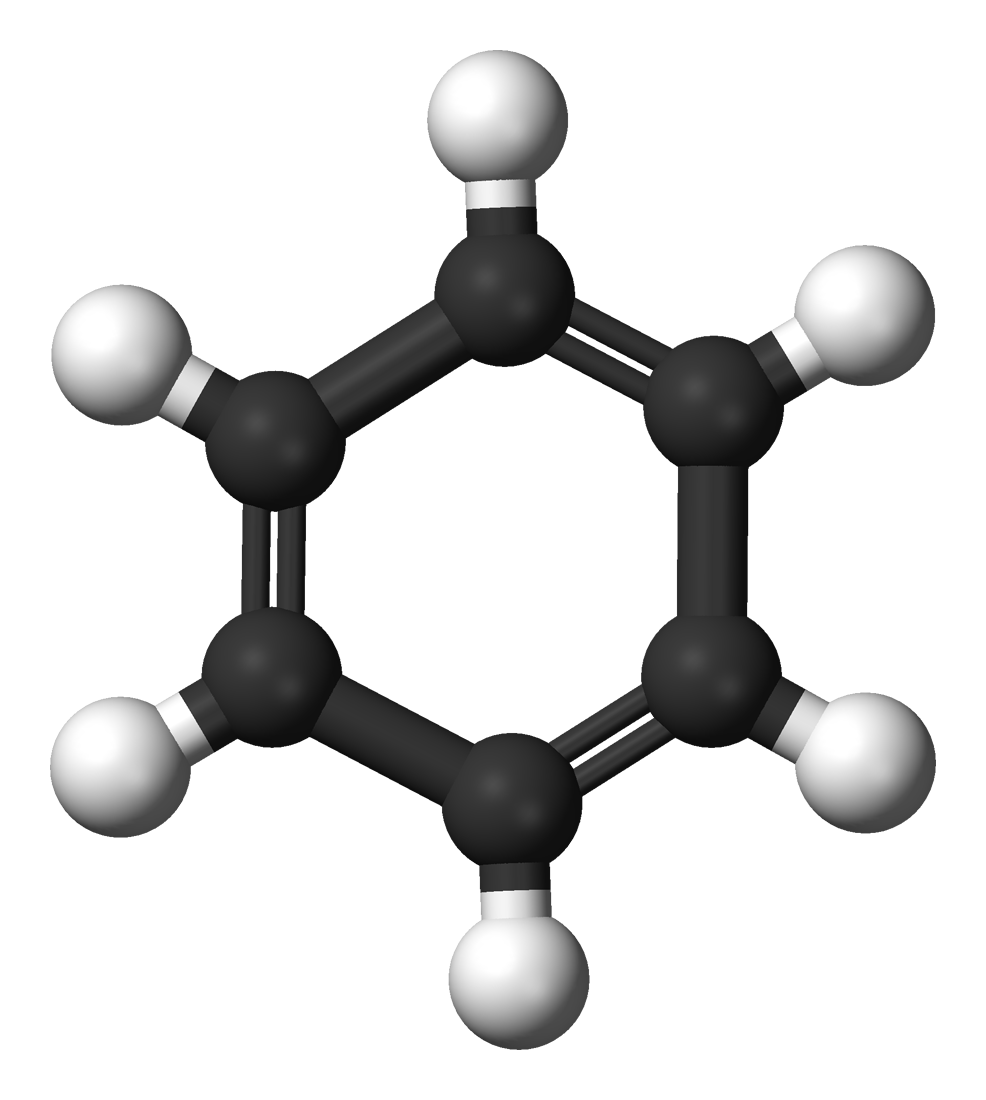
Le benzène est un composé cyclique.

En chimie organique, un composé cyclique est une substance dans laquelle au moins une série d'atomes, notamment de carbone, est liée de manière successive par des liaisons covalentes pour former un cycle (une molécule cyclique). S'il y a plusieurs cycles le composé est dit polycyclique.
Les composés cycliques peuvent être saturés ou insaturés. Les hydrocarbures aromatiques polycycliques (HAP) comprennent au moins deux cycles aromatiques condensés, et le terme de « macrocycle » est employé pour un anneau contenant plus d'une douzaine d'atomes.
Si la plupart des molécules cycliques sont celles de composés chimiques, certaines sont celles de corps simples, comme l'ozone cyclique O3, l'octaoxygène O8, le cyclooctasoufre S8, et la molécule C18 synthétisée en 2019.
Les cycles sont formés par cyclisation et détruits par ouverture de cycle, par exemple en polymérisation.